# Geely Galaxy Starshine 8
Geely Galaxy Starshine 8 (на внутреннем рынке Geely Galaxy Xingyao 8) — гибридный среднеразмерный седан, выпускаемый с 2025 года китайской компанией Geely Auto под суббрендом Galaxy.

## Описание
Первые изображения Geely Galaxy Starshine 8 были опубликованы в феврале 2025 года Министерством промышленности и информационных технологий Китая в рамках процесса омологации. Официальная презентация автомобиля состоялась в начале марта того же года. На китайском рынке продажи намечены на май 2025 года.
По габаритам Geely Galaxy Starshine 8 сопоставим с электромобилем Geely Galaxy E8, запущенным в производство в 2023 году, однако коэффициент лобового сопротивления составляет 0,25 Кд. В салоне имеется 2 сенсорных экрана.

## Технические характеристики
Geely Galaxy Starshine 8 имеет подключаемую гибридную систему NordThor EM-P, сочетающую 1,5-литровый бензиновый двигатель с турбонаддувом мощностью 120 кВт (163 л. с.) и электродвигатель мощностью 160 кВт (218 л. с.). До 100 км/ч автомобиль разгоняется за 6,5 секунды, а максимальная скорость ограничена до 200 км/ч. Ёмкость литий-железо-фосфатного аккумулятора CATL составляет 18,4 кВт⋅ч. По циклу CLTC запас хода составляет 130 км. Возможна установка гибридной системы NordThor-EM-i с атмосферным двигателем и аккумулятором ёмкостью 8,5 кВт⋅ч.
|                                              | 60 EM-i                                      | 130 EM-i                                     | 130 EM-P                                     |
| Годы производства                            | с 05.2025                                    | с 05.2025                                    | с 05.2025                                    |
| Тип двигателя                                | Бензиновый двигатель (R4) + Электродвигатель | Бензиновый двигатель (R4) + Электродвигатель | Бензиновый двигатель (R4) + Электродвигатель |
| Наддув                                       | —                                            | —                                            | Турбонаддув                                  |
| Рабочий объём                                | 1499 см³                                     | 1499 см³                                     | 1499 см³                                     |
| Мощность при об/мин                          | 82 кВт (112 л. с.) при 6000 об/мин           | 82 кВт (112 л. с.) при 6000 об/мин           | 120 кВт (163 л. с.) при 5500 об/мин          |
| Мощность электродвигателя                    | 175 кВт (238 л. с.)                          | 175 кВт (238 л. с.)                          | 160 кВт (218 л. с.)                          |
| Суммарная мощность                           | 257 кВт (349 л. с.)                          | 257 кВт (349 л. с.)                          | 280 кВт (381 л. с.)                          |
| Крутящий момент при об/мин                   | 136 Н⋅м при 4000—5000 об/мин                 | 136 Н⋅м при 4000—5000 об/мин                 | 255 Н⋅м при 2500—4000 об/мин                 |
| Крутящий момент электродвигателя             | 262 Н⋅м                                      | 262 Н⋅м                                      | 350 Н⋅м                                      |
| Суммарный крутящий момент                    | 398 Н⋅м                                      | 398 Н⋅м                                      | 605 Н⋅м                                      |
| Привод                                       | Передний                                     | Передний                                     | Передний                                     |
| Масса                                        | 1760 кг                                      | 1860 кг                                      | 1908 кг                                      |
| Максимальная скорость                        | 190 км/ч                                     | 190 км/ч                                     | 200 км/ч                                     |
| Разгон, 0—100 км/ч                           |                                              |                                              | 6,5 сек.                                     |
| Расход топлива (л/100 км) по циклу CLTC      | 3,4 л                                        | 3,4 л                                        | 3,7 л                                        |
| Объём бака                                   | 55 л                                         | 55 л                                         | 55 л                                         |
| Ёмкость литий-железо-фосфатного аккумулятора | 8,5 кВт⋅ч                                    | 18,4 кВт⋅ч                                   | 18,4 кВт⋅ч                                   |
| Расход топлива по циклу CLTC                 | 60 км                                        | 130 км                                       | 130 км                                       |
| Нормы выбросов                               | China VI                                     | China VI                                     | China VI                                     |